# Kibakoganea fujiokai
Kibakoganea fujiokai är en skalbaggsart som beskrevs av Miyake och Muramoto 1992. Kibakoganea fujiokai ingår i släktet Kibakoganea och familjen Rutelidae.

## Underarter
Arten delas in i följande underarter:
- K. f. itohi
- K. f. ushizanus